# 低地地区烹饪
低地地区烹饪传统上指的是南卡罗来纳州低地地区和佐治亚州海岸地区的烹饪习惯。低地地区烹饪虽然是南方烹饪的一部分，但地理、经济、人口和文化等因素使得它有不同于瀑布线以上地区烹饪的特点。由于有大量海岸河口的海鲜，查尔斯顿和萨凡那的聚集的财富，和加勒比烹饪以及非洲烹饪的积极影响，低地地区烹饪可以和新奥尔良和卡津烹饪相比。

## 地区
低地地区包括南卡罗来纳和佐治亚州滨海地区，不过对南卡低地地区具体包括哪里有一些不同观点。这个词通常用来指代南卡的滨海区域，从南卡的帕利斯岛到佐治亚边界的萨凡那河汇流处，有时也可以指代更广大一点的区域，主要是向北和向西扩张，包括南卡和佐治亚的全部大西洋滨海平原。地理是此地区区别于南方内陆地区烹饪饮食的关键因素，滨海地区丰富的河口系统有大量的虾、鱼、蟹和牡蛎，而内陆地区只能用冷冻过的海鲜。南卡的沼泽地区也有助于稻米生产，因此稻米成为日常饮食的主要部分。这和弗吉尼亚州的低洼海岸地区以及北卡罗来纳州的滨海地区类似。

## 低地地区传统饮食

### 开胃菜，汤和沙拉
- 胡麻牡蛎汤
- 黑鸭汤（甲鱼汤）
- 母蟹汤
- 甘薯蟹汤
- 秋葵汤
- 布伦瑞克炖

### 肉类和海鲜
- 炖小龙虾
- 低地煮
- 国家队长
- 弗劳摩尔炖
- 虾和玉米糊
- 虾鸡蛋葱豆饭
- 烤牡蛎
- 蟹肉餅

### 米
- 查尔斯顿红米
- 抓饭
- 三文鱼和米饭

### 配菜
- 蹦约翰
- 炸洋白菜
- 烤奶酪意大利面